# Дженні Черчилль
Дженні (Джанетт) Джером, знана за першим шлюбом як леді Рендольф Черчілль (9 січня 1854, Нью-Йорк — 9 червня 1921, Лондон
) — американсько-британська світська левиця, письменниця (автобіографістка), редакторка. Мати та політична соратниця Вінстона Черчилля.

## Біографія
Народилася в Помпеях, штат Нью-Йорк, другою з чотирьох дочок фінансиста, біржового спекулянта і спортсмена Леонарда Джерома і Кларісси Голл, дочки землевласника Амбруаза Голла. Батько заснував Американський Жокейський клуб, володів частиною акцій The New York Times і Тихоокеанської поштової пароплавної компанії, мав на Медісон Авеню театр. Закладені ним Джером-Авеню і Джером-Парк в Бронксі досі існують. Йому приписують стосунки зі співачками, внаслідок яких дуже страждала його дружина. Голли наполягали, що у їх жилах тече кров ірокезів (документальних підтверджень не виявлено).
Батька приймали у вищому суспільстві Нью-Йорка, але матір ні. Тому з трьома дочками, серед яких і 13-річна Дженні, Кларісса Голд-Джером вирушила до Парижа, де імператорка Євгенія де Монтіхо шанувала жителів США, маючи американські корені. Сім'я жила в Парижі до початку франко-прусської війни.
В юності Дженні Джером працювала редакторкою у журналі.
Будучи однією з перших красунь свого часу і попри американське і неаристократичне походження, вперше одружилася в 1874 з лордом Рендольфом Черчиллем, з яким познайомилася на королівській регаті в Каусі у серпні 1873.

Попри обурення герцога Мальборо («ти сам розумієш, що для нас дещо принизливо розглядати можливість подібної спорідненості»), наречені наполягали. Герцог заборонив синові одружуватися, поки той не отримає місця в парламенті, але Рендольф несподівано виграв вибори. Джанетт отримала підтримку принца Вельського, який після подорожі в США склав про пару високу думку. Британська рідня нареченого опротестовувала і пропозицію батька Джером зробити її капітал незалежним від чоловіка (врешті пара отримала 3600 фунтів на рік, з яких 2500 гарантував Джером, він же сплатив 2000-фунтові борги зятя). 15 квітня 1874 в Британському посольстві в Парижі все ж відбувся шлюб, у якому Джанетт Джером отримала титул леді Рендольф Черчілль.

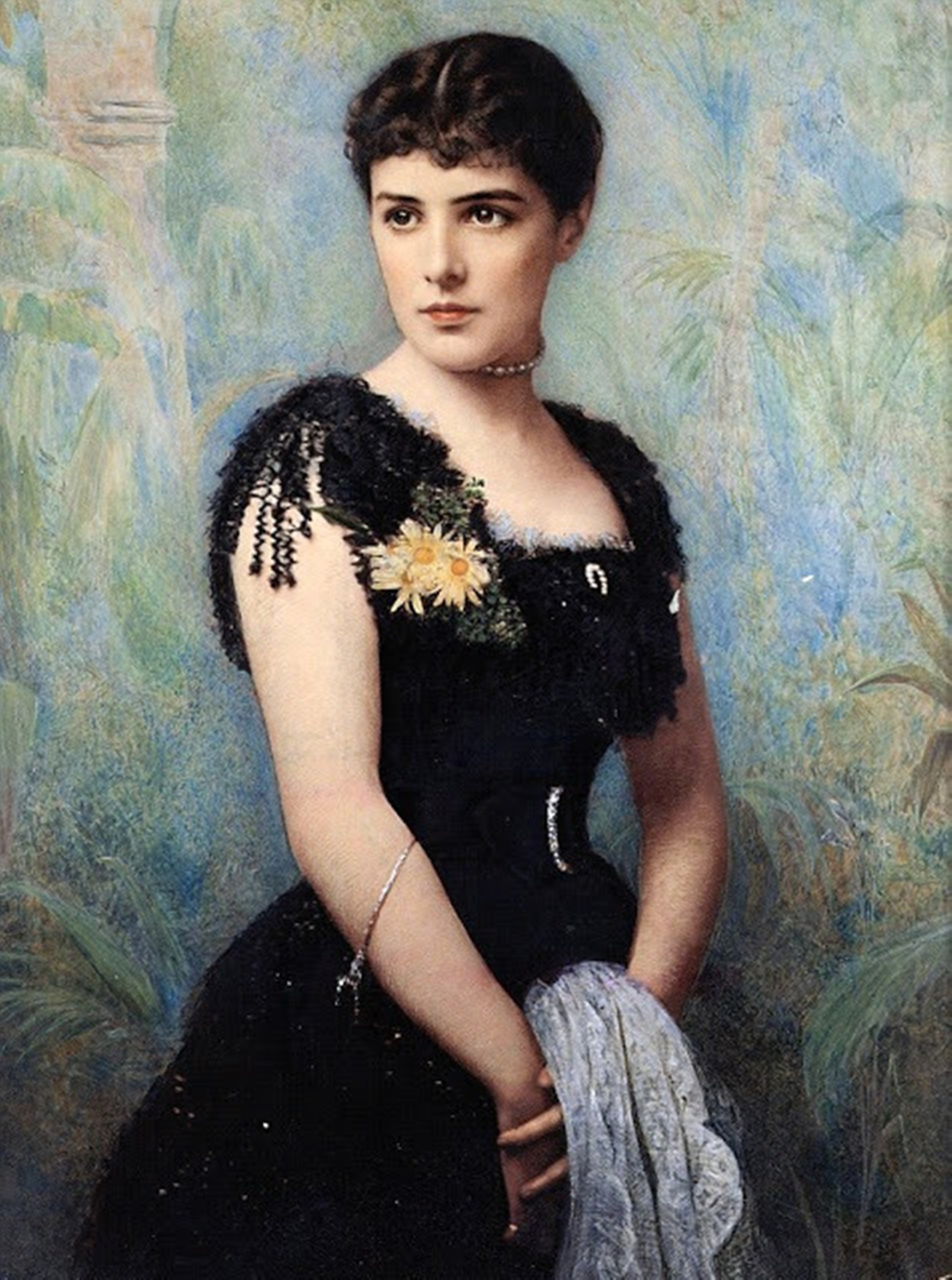
Джанетт Джером, прибл. 1880 рік

Народила сина Вінстона (1874—1965). Повернувшись в Лондон, оселилася з чоловіком на Керзон-стріт, потім перебралася в просторніший будинок на Чарлз-стріт. Черчиллі влаштовували чудові прийоми, на яких бував і принц Вельський, стали помітними фігурами в світському житті столиці.
За традиціями часу, про дітей дбали численні няні, такі, як улюблена Вінстоном місіс Еверест. Старший син все життя обожнював матір, часто писав їй з школи. За повноліття сина Джанетт збудувала з ним міцну дружбу і союзництво, активно просувала політичну кар'єру сина. Черчилль-молодший вказував, що вона для нього більш ніж мати чи сестра — політична менторка.

### Політичний вплив
Другого сина Джона Стренджа Спенсера (1880—1947) народила в негласному вигнанні в Ірландії через неналежну поведінку чоловіка (за суперечку з принцом Вельським той сім років не відвідував подружжя). У 1880 повертається з чоловіком в Лондон, який після ірландського досвіду стає активно займатись політикою. Леді Рендольф теж зацікавлюється політикою, в той час як батько несе фінансові збитки і не може підтримувати її як раніше.
Маючи сильний характер, Дженні Джером швидко добилася місця у вищих світських і політичних колах, ставши респектабельною і впливовою фігурою. Її описували як розумну, дотепну і життєрадісну людину. Належала до творчинь знаменитої «Ліги первоцвіту» — першого жіночого політичного клубу. Джанетт Джером сприяла кар'єрі чоловіка: стояла за сценою, писала багато з його промов — союз був міцним навіть після охолодження стосунків з 1886, коли вони перетворення на товаришів. Відтоді леді Рендольф починає вести вільне особисте життя, незалежне від чоловіка. Суспільство широко обговорює звичку Рендольфа Черчилля тривало подорожувати з друзями-чоловіками, приблизно з цього часу у нього відкривається сифіліс, який вважають причиною його смерті.
Власними сімейними зв'язками і особистими стосунками Джанет Джером значно посприяла політичним кар'єрам чоловіка і сина. Мала неприховані стосунки з Берті, принцом Вельським, графом Карлом Андреасом Кінскі (чеський аристократ), королем Сербії Миланом Обреновичем, сером Вільямом Гордон-Каммінгом, графом де Брейтелем. Неспростовних доказів стосунків з майбутнім королем немає, окрім розлогого, часом фривольного, але не компрометуючого листування.
1887 подорожує з чоловіком у Росію. Його стан погіршується, але Джером не покинула вмираючого, проявляючи зворушливу відданість до давнього соратника. Вирушила з ним в навколосвітню подорож, під час якої вони змушені зупинитися в Мадрасі. Повернулися в Лондон напередодні Нового року, і Рендольфа відвезли додому до матері, де 24 січня 1895 він помер у 45 років. Записаним діагнозом був «загальний параліч», хоча, швидше за все, це була остання стадія сифілісу. В цей час граф Кінскі, з яким леді Рендольф пов'язували тісні стосунки, одружився з молодшою від неї на 20 років жінкою, чим образив світську левицю.
Попри смерть Рендольфа і повторні шлюби, Джанетт Джером іменувалася «леді Рендольф Черчілль», хоча титул вже офіційно їй не належав. Тим не менш, її право на нього ніхто не оскаржував.

У 1899—1900-х Джером почала видавати розкішний журнал «The Anglo-Saxon Review». У цей період вона зближується зі старшим сином, разом борючись із фінансовими труднощами: «Ми працювали, тепер разом, на рівних, швидше як брат і сестра, а не як мати і син», напише він пізніше.

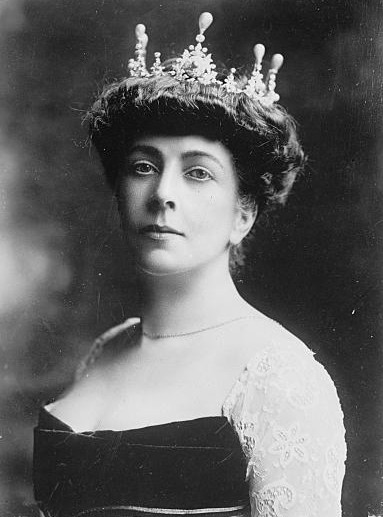
Дженні Черчилль в 1913 році

Через п'ять років вдівства, 28 липня 1900 року 46-річна Джером одружилася з однолітком старшого сина — Джорджем Корнуоллісом-Вестом, (1874—1951), капітаном Шотландської гвардії. Сім'я нареченого була настільки шокована, що не з'явилася на церемонію. Клан Черчиллів, незважаючи на не менш скептичне ставлення до цього шлюбу, підтримала Джером, а герцог Мальборо вів вдову свого дядька до вівтаря. 12-річне сімейне життя затьмарили фінансові труднощі — борги Джером росли, а її чоловіка батько позбавив спадщини.
У ці роки Джером прославилася працею зі спорядження госпіталю-корабля для постраждалих на Англо-бурської війни, де в цей час знаходився старший син. У 1908 році вона написала «The Reminiscences of Lady Randolph Churchill».
Почала жити окремо від чоловіка з 1912, а розлучилась у квітні 1914. 1 червня 1918, в 64, одружилася з 41-річним колоніальним чиновником Монтегю Фіппеном Порчем (1877—1964), членом Британської цивільної служби в Нігерії. У ці роки вона активно і ефективно підтримувала політичну кар'єру сина Вінстона, звернувши на його користь всі навички, здобуті під час роботи з Рендольфом.
У 1921 році впала зі сходів в будинку друзів в Сомерсеті і зламала щиколотку. Після гангрени, ампутації лівої ноги, втрати крові 9 червня 67-річна Джанетт Джером померла в своєму будинку в Лондоні, куди її встигли перевезти.
Похована на цвинтарі церкви Святого Мартіна в Блейдоне, поруч з першим чоловіком і синами.

## В культурі
- 1974 — телефільм «Jennie: Lady Randolph Churchill». У ролі Дженні — Лі Ремік.
- 1972 фільм «Юний Вінстон». У ролі Дженні — Енн Бенкрофт.
- Деякі риси Дженні Джером, а також іншої американки, Консуело Вандербільт, що пошлюбила племінника Рендольфа, 9-го герцога Мальборо, послужили Едіт Вортон зразком для створення персонажки Кончіти Клоссон в романі The Buccaneers («Піратки») про американок, які підкорюють лондонський світ. В екранізації роману 1995 року роль грала Міра Сорвіно. Кончіта Клоссон — красива, незаможна американка, яка одружується з 2-м сином герцога, який внаслідок розгульного життя зрештою хворіє на сифіліс.
- Вплив образу леді Дженні Черчилль та її відносин з сином простежується в персонажці леді Джессіки з «Дюни» Френка Герберта. Враження підкріплює фільм «Дюна» Девіда Лінча, де костюми і зачіски персонажки виконані в естетиці едвардіанської епохи.
- Одна з міських легенд пов'язує з ім'ям Дженні Джепром створення знаменитого коктейлю Мангеттен, який вона начебто винайшла в нью-йоркському клубі «Мангеттен» у 1870-х, де проходила вечірка на честь перемоги Самуеля Л. Тілдена на виборах[17].